# 按勞分配
按勞分配（英文：To each according to his contribution）或按勞取酬是社會主義社會實行之後，但未到達物質生產力極大化的共產社會之間的社會狀態。
社會主義者認為，資本主義社會由於生產資料由少數人佔有，普通工人被剝削，故報酬並不和勞動成正比。
在按劳分配的经济体制中，工资和收入的主要决定因素是个人的劳动数量和质量，这包括工作时间、工作难度、技术水平和工作效率等。理论上，这种分配方式能够激励劳动者努力工作，提高生产效率，从而推动社会经济的发展。
这个概念构成了前马克思主义支持者对社会主义的基本定义，其中包括李嘉图社会主义者、古典经济学家、集体无政府主义者和个人无政府主义者，也包括马克思，他将其与各尽所能进行对比，认为这是完全体共产主义的对应原则。